# György Csányi
György Csányi (ur. 7 marca 1922 w Budapeszcie, zm. 13 grudnia 1978 tamże) – węgierski lekkoatleta (sprinter), medalista olimpijski z 1952 i mistrz Europy z 1954.
Na igrzyskach olimpijskich w 1948 w Londynie zajął 4. miejsce w sztafecie 4 × 100 metrów (w składzie: Ferenc Tima, László Bartha, Csányi i Béla Goldoványi). Csányi wystąpił również w biegu na 100 metrów, w którym odpadł w eliminacjach.
Zdobył brązowy medal w sztafecie 4 × 100 metrów na igrzyskach olimpijskich w 1952 w Helsinkach. Sztafeta węgierska biegła w składzie: László Zarándi, Géza Varasdi, Csányi i Goldoványi. W biegu na 100 metrów Csányi odpadł w ćwierćfinale.
Na mistrzostwach Europy w 1954 w Bernie sztafeta węgierska w tym samym składzie zwyciężyła w biegu rozstawnym 4 × 100 metrów. Csányi wystąpił na igrzyskach olimpijskich w 1956 w Melbourne w sztafecie 4 × 100 metrów, która w składzie: Sándor Jakabfy, Varasdi, Csányi i Goldoványi odpadła w półfinale.
Csányi był mistrzem Węgier w biegu na 100 metrów w 1941, 1945, 1948 i 1949, w biegu na 200 metrów w 1941, 1945 i 1949 oraz w sztafecie 4 × 100 metrów w latach 1945 i 1952-1954. Był czterokrotnym rekordzistą Węgier w sztafecie 4 × 100 metrów, doprowadzając rekord do wyniku 40,5 s (27 lipca 1952 w Helsinkach).